# Borehamwood
Borehamwood (IPA /bɔːrəmˈwʊd/, 31 065 abitanti nel 2011) è una località del Regno Unito che si trova nella contea inglese dell'Hertfordshire, ed è parte della parrocchia civile di Elstree and Borehamwood.
Qui vi ebbero sede gli studi cinematografici della MGM British, controllata dalla Metro-Goldwyn-Mayer (MGM) dal 1936 al 1970.
MGM British subentra agli Amalgamated Studios, tra Shenley Road e Way Elstree. Era uno degli impianti cinematografici più ampi d'Europa: circa 120 ettari. Durante la seconda guerra mondiale, gli studios furono requisiti dal Governo di Sua Maestà, per utilizzarli per la costruzione di aeromobili DU5. Nel 1970, a seguito di una joint-venture per la produzione e distribuzione di film nel Regno Unito tra la M.G.M. Inc. e la E.M.I. Ltd di Londra , gli studios furono chiusi ed il sito utilizzato per altri scopi industriali e residenziali.
Qui furono girati i 4 film gialli con protagonista Miss Marple, noto personaggio immaginario di Agatha Christie, per la regia di George Pollock ed interpretata da Margaret Rutherford.